# Renée Soutendijková
Renée Soutendijková, vlastním jménem Renette Pauline Soutendijk (* 21. května 1957 Amsterdam) je nizozemská filmová, televizní a divadelní herečka.
V mládí se věnovala závodně gymnastice, pak vystudovala herectví na Academie voor Podiumvorming v Haagu. V roce 1978 debutovala ve filmu Wima Verstappena Pastorale 1943. Popularitu jí přinesl televizní seriál Dagboek van een herdershond podle předlohy Jacquese Schreurse a sitcom Zeg 'ns Aaa. Paul Verhoeven ji obsadil do filmů Sprej na vlasy a Čtvrtý muž. Ve filmu Bena Verbonga Dívka s rudými vlasy (1981) ztvárnila hrdinku nizozemského protinacistického odboje Hannie Schaftovou. V roce 1985 získala na Nizozemském filmovém festivalu v Utrechtu cenu za hlavní ženskou roli ve válečném dramatu De ijssalon.
Objevila se také v zahraniční produkci, např. v německém thrilleru Výtah, v televizní adaptaci románu Evelyna Waugha Sólokapr a ve vědeckofantastickém filmu Zkázonosná Eva. V britském životopisném seriálu Petr Veliký hrála Annu Monsovou a ve filmu Vrahové mezi námi: Příběh Simona Wiesenthala Wiesenthalovu manželku. V roce 2011 získala Rembrandtovu cenu za přínos nizozemské kinematografii.
Její manžel Thed Lenssen je režisér, dcera Caro Lenssenová je herečka.